# Palazzo Ducale (Nocera Inferiore)
Il palazzo ducale di Nocera dei Pagani, fu realizzato intorno al 1530 da Ferdinando I Carafa, feudatario e secondo duca di Nocera, che decise di dotarsi di un palazzo al centro della città, abbandonando il castello del Parco.
L'edificio sorgeva a ridosso dell'antico rione Borgo (attuale via Solimena) di Nocera Inferiore.
Dopo il suo abbandono, fu raso al suolo e trasformato in Caserma di Cavalleria per volere del re di Napoli, nel 1751. Fu così realizzata l'attuale caserma Tofano. Intento del re fu di liberare i nocerini dall'incombenza di dover ospitare i militari nelle proprie case.

## Storia

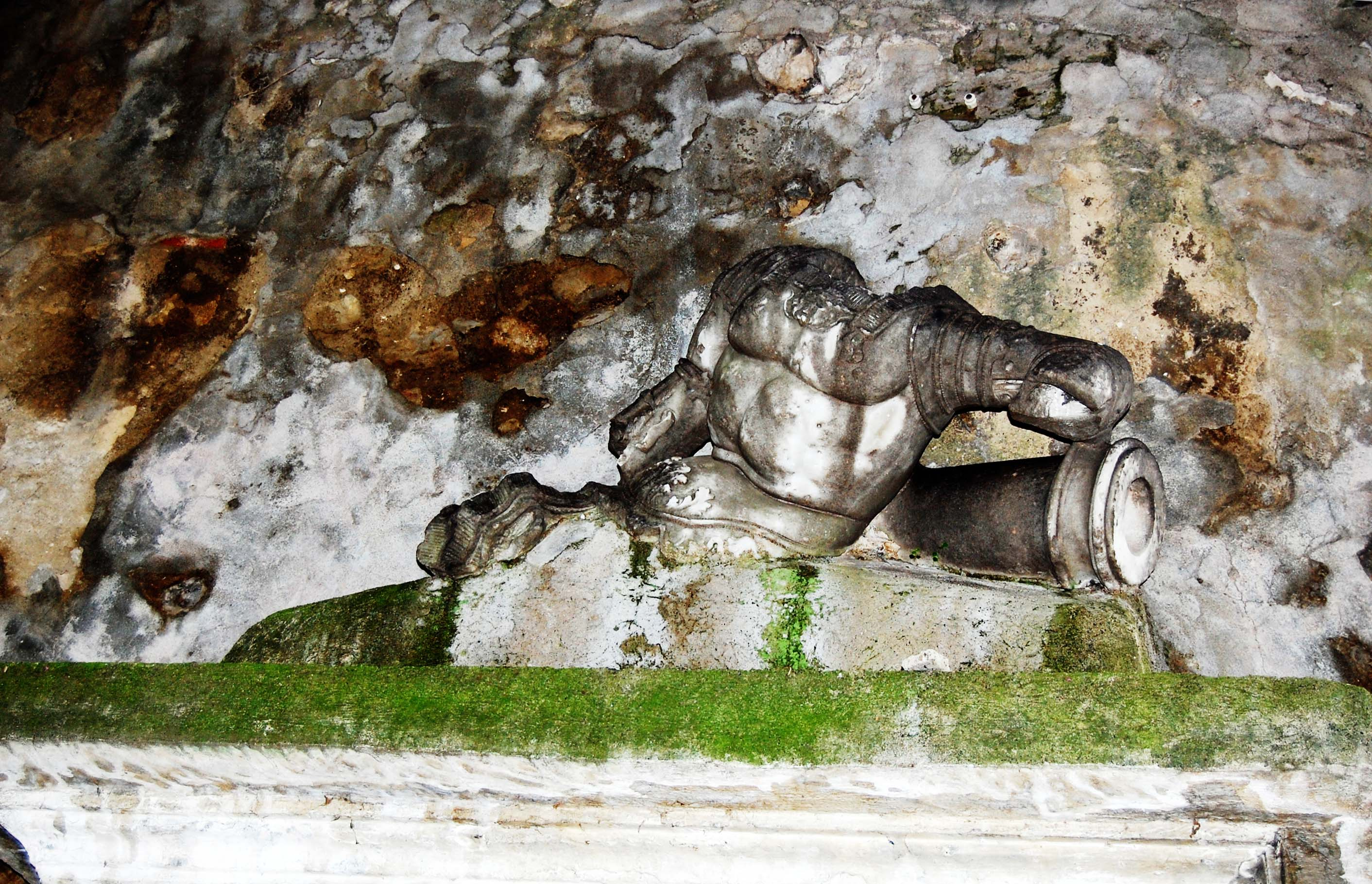
Statua acefala di militare, elemento del giardino del palazzo ducale

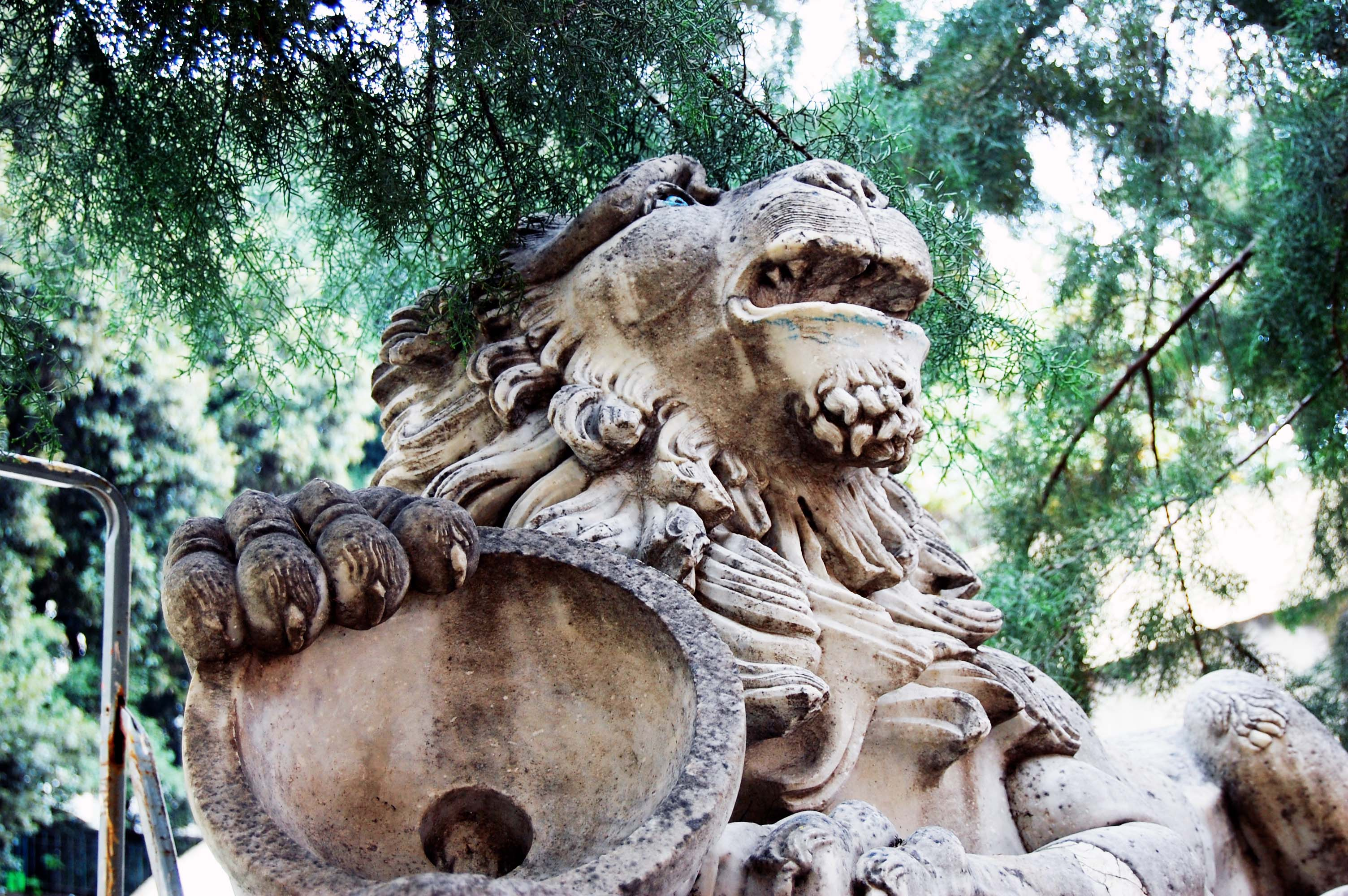
Il leone della villa comunale

Nel 1521 Tiberio Carafa acquista Nocera dei Pagani per 50.000 ducati. Dopo un breve soggiorno nel castello Ferdinando I, figlio del primo duca di Nocera Tiberio Carafa, decise di dotarsi di un vero palazzo, realizzandolo nel popoloso quartiere del Borgo, collocato lungo il versante meridionale della Collina di Sant'Andrea.
Il duca adornò il suo palazzo di un celebre giardino di delizie (di cui resta traccia nell'attuale villa comunale).
Alla morte di Ferdinando, il 25 maggio 1558, divenne duca il figlio, Alfonso Carafa, sposato con Giovanna Castriota Scanderbeg. Alla sua morte il palazzo passò nelle mani del figlio, Ferdinando II Carafa. Sposato con Anna Clarice Carafa, morì l'11 settembre 1593 lasciando in eredità titolo e palazzo al figlio, Francesco Maria Carafa, che morì il 12 luglio 1642. Gli successe Francesco Maria Domenico, ultimo dei Carafa a tenere Nocera. Morì nel 1647.
Nelle sue sale fu a lungo ospite del duca Alfonso Carafa il filosofo calabrese Bernardino Telesio (dal 1544 al 1550 e vi stette ancora dal 1565) che fu precettore del figlio Ferdinando II. Questa circostanza permise al filosofo cosentino di trovare il raccoglimento necessario per la sua opera maggiore: il De rerum natura iuxta propria principia ("Intorno alla natura delle cose secondo i loro principi"), che il filosofo dedicò al figlio di Alfonso, Ferrante.
Durante la reggenza dell'ultimo duca della dinastia Carafa il palazzo fu saccheggiato dai cittadini nell'ambito dei moti antispagnoli della prima metà del seicento.
Il palazzo ducale passò, nel 1656 alla famiglia iberica dei Marchesi di Castel Rodrigo, che lo tennero per circa cinquant'anni e successivamente ai loro eredi, i Pio di Savoia. Da ricordare come proprietari donna Eleonora de Moura e Giliberto II Pio di Savoia.
Ultimo proprietario fu, nel XVIII secolo, Carlo III di Borbone. Questi, entrato a Napoli il 10 maggio 1734 (dopo aver sconfitto l'esercito Austriaco del Traun) e proclamatosi il 15 giugno dello stesso anno Re delle Due Sicilie, acquistò il palazzo ducale decidendo di modificarlo.

## La struttura
Secondo la testimonianza del vescovo Simone Lunadoro, vescovo della diocesi di Nocera dei Pagani (dal 17 giugno 1602 al 1610), il palazzo sorgeva in prossimità di una piazza pubblica.
Era mirabile per lo sfarzo degli appartamenti, tanto che il duca Ferrante vi ricevé il Conte di Miranda Vice Re di Napoli accompagnato da molti Principi grandi, con molta splendidezza.
Vi si godeva la vista della collina del Parco e del suo giardino.

## Ilgiardino di delizie
Lo stesso Lunadoro procede ad una minuziosa descrizione del giardino: ripieno di Cedri, Limoni, Aranci, Mortelle, et altre nobilissime piante.
I giochi d'acqua del parco erano alimentati da uno dei due ruscelli che attraversavano la città. Le fontane erano piene di pesci e ornate di statue leggiadramente intagliate in marmo, da mano di molto eccellente Scultore.
Era presente anche una grotta sotterranea tutta con statue, pitture, grotteschi, e fiorami ornata in mille modi.
I residui di questo giardino formano l'attuale villa comunale della città di Nocera Inferiore.